# River Axe (vattendrag i Storbritannien, lat 51,32, long -2,99)
River Axe är ett vattendrag i Storbritannien.   Det ligger i riksdelen England, i den södra delen av landet, 200 km väster om huvudstaden London.